# Оливера Ђурђевић (новинарка)
Оливера Ђурђевић je рођена 15. 6. 1956. године у Лозници. Део раног детињства и почетак школовања je провела у Малом Зворнику, а основну и средњу школу завршила је у Лозници.

## Образовање
Студије новинарства на Факултету политичких наука Универзитета у Београду уписује 1975. године. Упоредо са студијама, ради на Радио Студентском граду као прва уредница, што је у систему који је обећавао родну равноправност, била реткост. Новинарску каријеру наставила је у листовима Студент и Младост. У каријери се врло рано сусреће са претњама,  физичким нападима, идеолошким проказивањима. Тако је због текста о слободи стваралаштва, а повод је био филм Кокан београдског студента режије Сељамија Таракуа, проглашена ултралевичарком, иза чега се крио обрачун са новинарима и уредницима Студента и Видика. Епилог је био смена свих уредника уз етикету “неподобни”, објављена под насловом Оријентација супротна нашем систему у Борби, на 5. страни 21. јануара 1982.године.

## Kаријера
По позиву Ђорђа Малавразића, постала је сарадница Драмског програма на Радио Београду. Њена прва драматизација књиге Станоја Ћебића Зашто сам постао во била je најслушанија те године, а већ следећа документарна радио драма Поетика доколице — хорска етида представљала je 1986. године Југославију на Prix Italia. Њене документарне драме Сањарење и Голе душе, награђене су на (југословенском) Фестивалу документарне радио драме (ФЕДОР). Драма Улица са једним бројем никада није емитована на Радио Београду, али јесте на Радију Б92, што је поново изазвало нападе, како ауторка тврди, „јер није била склона аутоцензури”. Паралелно је радила и у емисијама Нико као ја и Путевима културе.
Због сукоба у вези са цензуром, прекинула је сарадњу са Радио Београдом. Хонорарно је радила у Грађанину Александра Тијанића, али, као и већини новинара, хонорари јој никада нису били исплаћени, јер је по речима власника и оснивача фирма била у стечају
У магазину Интервју објављивала је интервијуе са писцима, док сарадњу са Малим новинама које је покренула новинарка Верица Лазовић, сматра једном од важнијих у својој каријери. Извесно време ради хонорарно у Блицу као интервијуерка и у месечнику Статус који је покренуо и уређивао Славиша Лекић. Рад за Статус био је једини њен професионални ангажман којим је била задовољна, и трајао је до гашења овог листа. Била је уредница и радила интервијуе за месчник Земља који је изашао само у четири броја. Покретач овог месечника био је Светислав Басара. Са обећањем сталног засполења и редовне плате, у Гласу јавности наставља новинарску каријеру, уређијући и недељни додатак Излог књиге. Објављује повремено у у магазину Репортер, Време.
Њену прву књигу Без анестезије издала је Народна књига 2003. године, а књигу интервијуа Приче на ћошку издао је Служнени гласник десет година касније.
Њени интервијуи били су препознатљиви — понекад жустри, али увек у намери да из својих саговорника добије оно што можда нису хтели да кажу. Упркос похвалама и наградама за свој рад, Оливера Ђурђевић сматра да је Милан Влајчић тачно приметио “она није од тих који су најбољи пропагандисти свог лика и дела”.
После давања отказа у Гласу јавности, јер су плате касниле по неколико месеци, радила је за недељник Европа. Доследна својим професионалним начелима, ни ту се није задржала дуго, будући да су уредници били склони фалсификовању. Схвата да за њу више нема места у београдској штампи, и покушава да нађе посао у кинеској радњи. Но, први покушај да буде изабрана на руком исписаном огласу завршава се кратким образложењем прецизног акцента али са словном грешком: Матола!
Међу најзначајније интервијуе Оливера Ђурђевић неће убројати оне са Матијом Бећковић, Добрицом Ћосићем, Светиславом Басаром, Јовицом Аћином, Милорадом Павићем, Светланом Велмар Јанковић, Гораном Петровићем, Милисавом Савићем, Момом Капором и многим другим  писцима, уметницима с којима  је разговарала и по неколико пута, различитим поводом. Напротив, сматраће да је важно што је успела да добије интервју од песника Новице Тадића, Давида Албахарија, затим дугогодишњег уредника КОВ-а песника Петруа Крдуа, затим великог редитеља и врсног писца Живојина Жике Павловића, Даше Дрндић, Мирка Ковача, антрополошкиње и профецорице  Загорке Голубовић, редитеља Милоша Лолића, редитељки Браниславе Стефанивић и Алисе Стојановић, Срђана Ваљаревића, сликара Александра Рафаиловића,  Јакова Гробарова, Филипа Давида, Мирослава Јосића Вишњића, песникиња Данице Вукићевић, Радмиле Лазић, Милене Марковић, композиторке Исидоре Жебељан 
Захваљујући социологу и правнику Ивану Јанковићу, на чији позив пише о мотиву смртне казне у књижевности за сајт Србија против смртне казне, Оливера Ђурђевић је могла да преживи одустајање од новинарства као свог заната. Дугогодишњим, понекад исцрпљујућим трагањем на сајту Србија против смртне казне исписаће јединствену хрестоматију о десетинама писаца и о њиховим делима у којима је мотив смртна казна, како у светској, тако и у југословенској књижевности.

## Награде
Поред награда за документарне радио драме, Оливера Ђурђевич је проглашена Најбољим новинаром/ком између два Сајма књига. Чланица је НУНС-а од оснивања и СКД-а.

## Приватан живот
Као најважније Оливера Ђурђевић истиче да је мајка Исидоре Петровић.

## Најзначајније радио драме
- Сан летње ноћи Станоја Ћебића (1982)
- Поетика доколице - Хорска етида (1986), документарна радио драма (преведена на енглески и француски јер је представљала Југословенску радио телевизију (ЈРТ) у Фиренци u ITALIA PRIZE[5],
- Сањарење (1989), награда на Фестивалу документарне радиофоније ФЕДОР[6],
- Голе душе (1992), награда Фестивала документарне радиофоније ФЕДОР[7],

## Књиге
- Без анестезије (2003), Народна књига[8],
- Приче на ћошку (2013), Служни гласник[9],

## Екстра
- Србија против смртне казне[10],
- Смртна казана у књижевности